# Papilio euterpinus
Espèce
Papilio euterpinus est une espèce de lépidoptères (papillons) de la famille des Papilionidae. L'espèce est présente en Colombie, en Équateur et au Pérou.